# جيرالد كوفي
جيرالد كوفي هو راكب الكنو كندي، ولد في 1927، وتوفي في 1986.

## وصلات خارجية
- جيرالد كوفي على موقع أوليمبيديا (الإنجليزية)